# Kościół św. Jana Chrzciciela i św. Michała Archanioła w Lubawie
Kościół św. Jana Chrzciciela i św. Michała Archanioła w Lubawie – jeden z dwóch rzymskokatolickich kościołów parafialnych znajdujących się w mieście Lubawa, w województwie warmińsko-mazurskim. Należy do dekanatu Lubawa diecezji toruńskiej. Jeden z rejestrowanych zabytków miejscowości.
Klasztor franciszkanów w Lubawie ufundował biskup chełmiński Mikołaj Chrapicki, który w 1508 roku przeniósł się tu po przekazaniu rządów diecezją Janowi Konopackiemu. Biskup Chrapicki został pochowany w kościele franciszkańskim św. Jana Chrzciciela w Lubawie.
Obecny kościół został zbudowany w latach 1600–1610 dla bernardynów z prowincji polskiej, a ufundował go miecznik pruski Seweryn Zaleski. Przez kolejne dwa i pół roku wnętrze stopniowo otrzymywało wyposażenie. W tym czasie powstały dekoracje stropu nad nawą i prezbiterium, stalle, ołtarz i ambona. Budowla została konsekrowana w 1613 roku. W 1821 roku świątynia została przejęta przez ewangelików. W latach 1866–1887 świątynia została gruntownie wyremontowana. Zostały wtedy wybudowane boczne empory i zostały wybite dodatkowe otwory okienne. W czasie remontu przeprowadzonego w 1976 roku te przebudowy zostały cofnięte. Zostawiono jedynie słupy podtrzymujące dawne empory. W latach 1994–2002 (z przerwami) w świątyni zostały przeprowadzone prace konserwatorskie, głównie przy zabytkowym stropie.
Jest to budowla wzniesiona w stylu późnorenesansowym, posiadająca smukłą formę, wybudowana z cegły na planie prostokąta i otynkowana. Do niej przylega wieża, która jest częściowo wtopiona w korpus nawowy, posiadająca kruchtę w przyziemiu, zakończona charakterystycznym cebulastym hełmem, podwyższonym przez latarenkę. Korpus nawowy jest oszkarpowany i pokryty dwuspadowym dachem, złożonym z dachówki. Wnętrze dzielą dwa rzędy drewnianych słupów, sprawia to wrażenie, jakby kościół miał trzy nawy.
Świątynia posiada mnóstwo cennych zabytków. Są to m.in. ambona w stylu renesansowym, krucyfiks z XIV wieku. W prezbiterium jest umieszczony ołtarz główny w stylu barokowym z 1728 roku, wykonany przez lubawianina, Jerzego Dąbrowicza. Wysokość ołtarza była powodem zdemontowania belki tęczowej z Chrystusem na krzyżu i otaczających go rzeźb. Na początku XVII wieku także w warsztacie stolarskim w Lubawie zostały wykonane stalle. Ich twórcą był Seweryn Dytlof. Malowidła na zapleckach, które przedstawiają wizerunki patronów świątyni, zostały namalowane przez nieznanego z imienia artystę Chmielewskiego. W kronice konwentu znajduje się także informacja, że Dytlof i Chmielewski wykonali również ukończony w 1611 roku strop nad prezbiterium. 

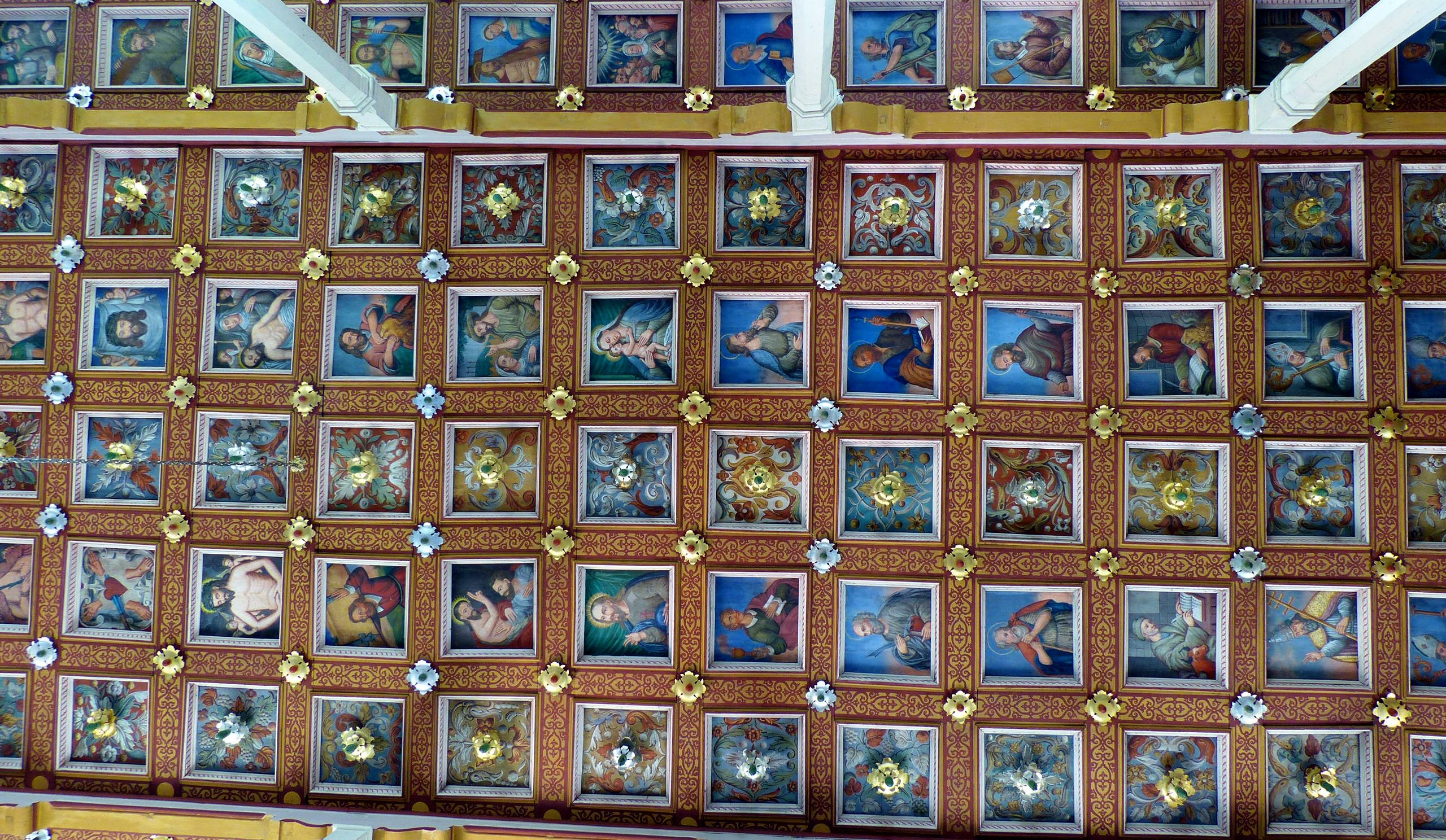
Kasetonowy strop

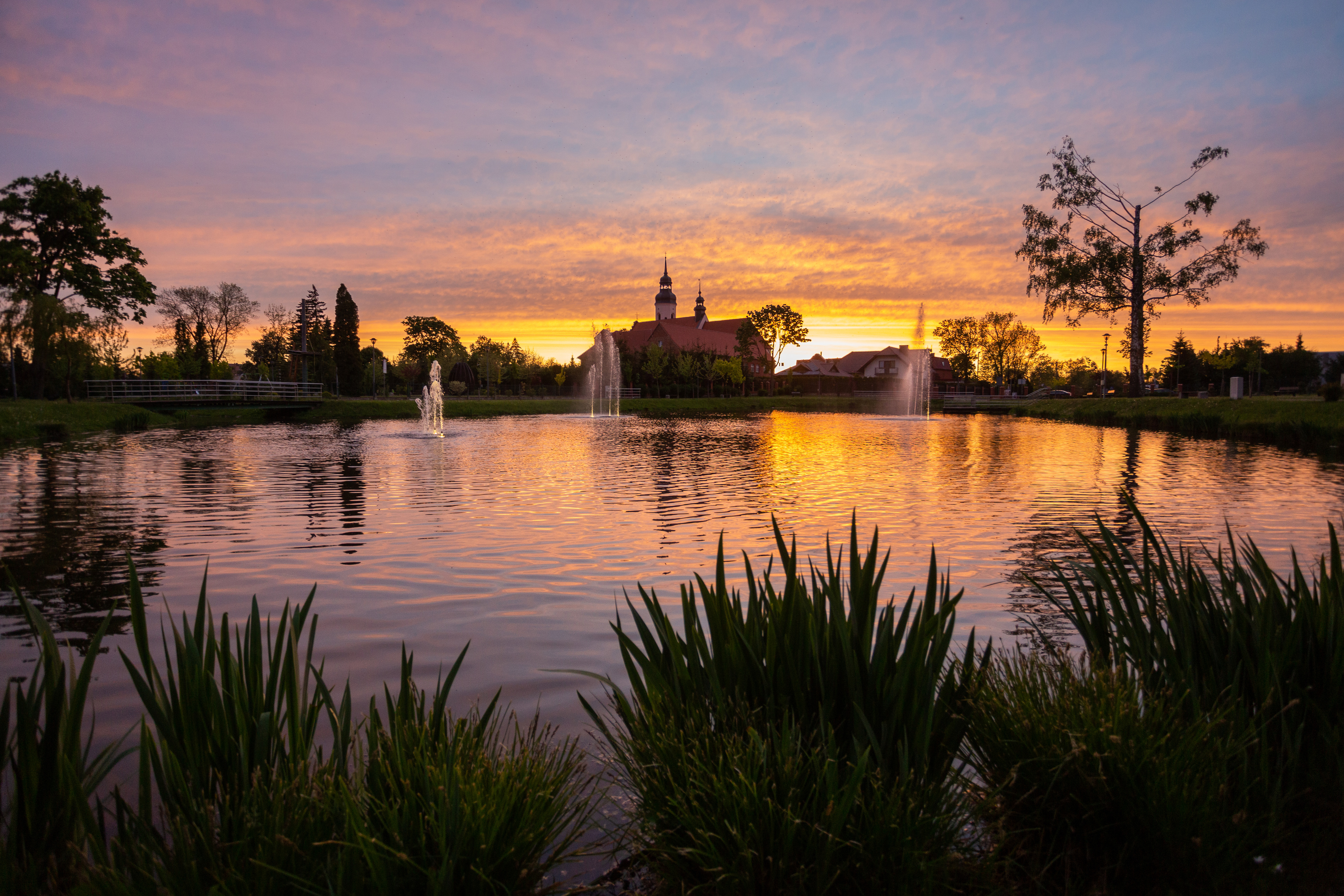
Widok kościoła od strony parku

Drewniany strop obejmuje całą powierzchnię nawy (jego wymiary to 22,2 x 11,8 m). Jest to strop w formie kasetonu, podwieszonego między belkami. Składa się z 9 rzędów po 20 pełnych kasetonów i 2 skrajnych rzędów kasetonów połówkowych przy elewacji wschodniej i zachodniej. Cały strop pokrywa polichromia. W 4 rzędach Są umieszczone przedstawienia figuralne. Są to sceny przedstawiające m.in. życie Chrystusa, Matki Bożej, sceny ze Starego i Nowego Testamentu, postaci Apostołów, Ewangelistów i świętych, sceny symboliczne, a także herb fundatora świątyni. Pozostałych 5 rzędów kasetonów pokrywa dekoracja ornamentalno- roślinna. Dodatkowym elementem dekoracyjnym stropu są drewniane rozety, znajdujące się w pięciu rzędach kasetonów, posiadające motywy roślinne i na skrzyżowaniach kratownicy.
Drewniany strop obejmuje całą powierzchnię nawy (jego wymiary to 22,2 x 11,8 m). Jest to strop w formie kasetonu, podwieszonego między belkami. Składa się z 9 rzędów po 20 pełnych kasetonów i 2 skrajnych rzędów kasetonów połówkowych przy elewacji wschodniej i zachodniej. Cały strop pokrywa polichromia. W 4 rzędach Są umieszczone przedstawienia figuralne. Są to sceny przedstawiające m.in. życie Chrystusa, Matki Bożej, sceny ze Starego i Nowego Testamentu, postaci Apostołów, Ewangelistów i świętych, sceny symboliczne, a także herb fundatora świątyni. Pozostałych 5 rzędów kasetonów pokrywa dekoracja ornamentalno- roślinna. Dodatkowym elementem dekoracyjnym stropu są drewniane rozety, znajdujące się w pięciu rzędach kasetonów, posiadające motywy roślinne i na skrzyżowaniach kratownicy.